# Stopford Peak
Der Stopford Peak (in Argentinien Monte Sur ‚Südberg‘) ist ein 495 m hoher und steiler Berg auf Hoseason Island im westantarktischen Palmer-Archipel. Er ragt an der Ostküste der Insel auf.
Der britische Forschungsreisende Henry Foster kartierte ihn 1829 grob und hielt ihn irrtümlich für ein Kap. Er benannte den Berg als Cape Stopford nach Admiral Robert Stopford (1768–1847), der von 1827 bis 1830 als Commander-in-Chief der Royal Navy in Portsmouth tätig war, wo Fosters Schiff, die HMS Chanticleer, 1827 für seine Antarktisfahrt ausgerüstet worden war. Luftaufnahmen der Falkland Islands and Dependencies Aerial Survey Expedition aus den Jahren von 1956 bis 1957 zeigen, dass es sich tatsächlich um einen Berg handelt. Das UK Antarctic Place-Names Committee passte die Benennung 1960 an diese Gegebenheit an.